# Merz (artiste)
Pour les articles homonymes, voir Merz.
Merz, de son vrai nom Conrad Lambert, est un artiste de musique electro-folk. Il est né dans le Dorset et grandit à Huddersfield au Royaume-Uni.

## Biographie
Après avoir beaucoup voyagé, et ce dès l'âge de 18 ans, il sort Merz, son premier album en 1999 qui rencontre un succès d'estime. Malgré de très bonnes critiques, il n'arrive pas à percer et Epic Records le libère de son contrat. On n'entend alors presque plus parler de lui. Il se marie en Mongolie où vivent encore ses parents, son père comme professeur à l'Université d'Oulan-Bator, sa mère travaillant pour l'ONU.
Sept ans après, en 2006, il sort son deuxième disque : Loveheart. Celui-ci a été enregistré dans de nombreux endroits différents, entre Bath et Bristol. Cet album, bien reçu par la critique, n'est pas un succès commercial. Il fait quelques concerts, notamment à la Flèche d'or et aux Mains d'œuvres. En mars 2007, son premier album est réédité.
En septembre 2006, il finit d'enregistrer son troisième album, qui contient dix titres, coproduit avec Bruno Ellingham et avec la participation de Paul Hartnoll d'Orbital. Il participe également à l'album de Leo Abrahams et à New York's Dive Index, projet de Will Thomas. L'album Moi et mon camion sort en mars 2008 contenant notamment la chanson Presume too much.
En 2011, il publie la chanson Toy, puis en avril 2012 un nouvel album No Compass Will Find Home, produit par Matthew Herbert.
En janvier 2015, il annonce le lancement de son futur album, via Pledgemusic, en diffusant une première chanson, Suite Mercy.

## Discographie

### CD
- 1994 : Heathrow Terminal One Revisited, Seventh Valley (sous le nom de Conrad Lambert)[3]
- 1999 : Merz, Epic Records (réédité en 2006 chez Grönland Records)
- 2006 : Loveheart, Grönland Records
- 2008 : Moi et mon camion, Grönland Records
- 2012 : No Compass Will Find Home
- 2015 : Thinking Like A Mountain

### Autres
- 1996 : AM (Good Morning), 12 min, autoproduit (White label)
- 1997 : Many weathers apart, 7 min, Lotus Records (Réédité en CD en 1999)
- 1998 : C.C. Conscious, single, Lotus et Epic Records
- 1999 : Lovely Daughter, single, Epic Records
- 2000 : Lotus, single, Epic Records
- 2002 : Mentor/Nightingale vs the Crow (sorrow in the sky), 7 min, Lotus Records
- 2004 : This Nihilism/The Leaving song (long haul), 7 min, Lotus Records
- 2006 : Postcard from a dark star, 7 min, Grönland Records
- 2006 : Silver Tree, E.p., Grönland Records
- 2007 : Participation à New York's Dive Index, projet de Will Thomas
- 2008 : The Unrest Cure de Leo Abrahams. Écriture et chant sur Remote
- 2012 : Space Between The Words de dan le Sac (de dan le sac vs Scroobius Pip). Duos sur Long Night Of Life et Zephyr